# 24시 헬스클럽
《24시 헬스클럽》은 2025년 4월 30일부터 2025년 6월 5일까지 방송했던 KBS 2TV 수목 드라마였다.

## 기획 의도
근성이 넘치는 헬치광이 관장 도현중이 근심이 과다한 헬린이 회원들의 인생을 파격 교정하며 펼쳐지는 두근두근 근(筋)성장 드라마

## 제작진

### 제작사
- CJ ENM STUDIOS
- 본팩토리
- 몬스터유니온
- 키이스트

### 제작
- 문석환
- 오광희

### 극본
- 김지수 : tvN 수목 드라마 〈산후조리원〉 집필

### 연출
- 박준수 : ENA 금토 드라마 〈가우스전자〉 연출
- 최연수
- 김해주

## 등장 인물

### 주요 인물
- 이준영 : 도현중 역 - 24시 헬스클럽 관장

세계적인 보디빌더에서 하루아침에 낡은 헬스클럽을 떠맡게 된 '기승전근' 헬치광이 관장
- 정은지 : 이미란 역 - 여행상품 기획개발팀 대리

충격적 실연을 당한 후 헬스를 시작했지만 더 큰 시련을 겪게 되는 '무근본' 헬린이 회원

### 24시 헬스클럽
- 이미도 : 최로사 역 - 24시 헬스클럽 직원

"24시 클럽은 내가 더 잘 알아!"
40대라는 나이를 잊은 탄탄하고 멋진 몸, 까다로운 회원들을 능숙하게 다루는 24시 헬스클럽의 터줏대감.
- 이승우 : 알렉스 역 - 24시 헬스클럽 직원

"관장님은 다 계획이 있으시군여!"
순둥한 얼굴과 달리 잔뜩 화난 몸, 일명 '베이근남'.
- 박성연 : 임성임 역 - 마녀삼총사 리더

"도관장! 나 누군지 잊은 거 아니지? 나, 10년 장기 회원 임성임이야~"
24시 헬스클럽의 못 말리는 트러블메이커.
- 이지혜 : 윤부영 역 - 마녀삼총사 오른팔
- 홍윤화 : 박둘희 역 - 마녀삼총사 막내

"무슨 소리야 이런 거 먹으려고 여기 다니는 건데"
곰돌이 푸가 연상되는 푸근한 이미지, 통통한 뱃살의 소유자.
- 최무성 (특별출연) : 동한철 역 - 24시 헬스클럽 전 관장

"나랑 근육 먹고 가겠나?"
비교적 많은 나이에도 3대 600을 자랑하는 진짜 사나이

### 수수투어
- 정욱진 : 염준석 역 - 미란의 전남친

"너한텐 안 된다고!"
미란과 같은 팀 대리로 근무하며 사내 커플이 됐지만 미란과 헤어지고 타 팀으로 이동했다, 이제는 미란의 전 남자친구.
- 남규희 : 김예진 역 - 미란의 입사동기

"미란님 좀 변한 것 같아용. 어깨가 더 넓어졌나?"
가느다란 체격에 하얀 피부, 뭘 입어도 옷 태가 사는 모습.
- 허정도 : 박준배 역 - 부장

"미란님, 퇵은행~"
미란의 부장님. 자신의 마음을 헤아리고 찰떡같이 받아주는 건 오직 미란뿐.
- 권해우 : 양재식 역 - 대리

"현장감은 예진님이 좀 더 있지 않을까요?"
묘하게 미란보다 예진 편을 드는 재식
- 신민서 : 신수연 역 - 사원

"그게 왜요? 미란님 하와이 기획이 좋아서겠죠"
은근히 미란 편을 더 드는 수연

### 애증클럽
- 김권 : 이로이 (이봉원) 역 - 이로이짐 관장

"도현중이 어떤 인간인지 나 보다 잘 아는 사람은 없을걸요."
탄탄한 근육에 훤칠한 키, 머리부터 발끝까지 서비스로 장착한 자본주의 미소.
- 이다은 : 이지란 역 - 미란의 여동생

"이미란은 나만 괴롭힐 수 있어"
아이돌처럼 가냘픈 몸매를 가졌지만 똘기만큼은 우람하다, 퇴폐미 넘치는 남자친구 '강단'과 교제하며 미란 집에 얹혀사는 트러블메이커.
- 이상진 : 강단 역 - 지란의 남자친구

"자기는 적게 입을 수록 섹시해"
키 186cm에 50kg를 겨우 넘는 깡마른 몸, 피가 안 통하는지 의심되는 창백한 얼굴에 힘없이 풀려 있는 눈빛.
- 박해인 : 강솔 역 (†) - 베스트셀러 에세이 작가

"너는 내 가슴보다 닭가슴살이 먼저구나…"
도현중 전여친. 그녀가 출간한 에세이 <새드엔딩은 절대로 없다>는 단번에 베스트 셀러가 되었고 심심해서 시작한 유튜브는 곧 구독자 100만을 바라본다

### 기타 인물
- 현주니 : 지호 역
- 장지유: 초등미란역
- 미상 : 예비 회원 역
- 김준현
- 한소현 : 혜빈 역 - 애기엄마
- 미상: 건물주 역
- 고유나: 현중의 엄마

### 특별출연
- 정대진
- 조정치 : 강철남 역
- 윤성빈
- 김지성 : 이숙임 역 - 미란과 지란의 엄마.
- 양치승
- 임세영 : 임세영 역 - 쇼호스트
- 문상훈
- 정혁 : 이미란 소개팅남

## 시청률
최저 시청률과 최고 시청률은 시청률 조사회사와 지역별로 시청률에 차이가 있을 수 있습니다.
| 2025년 | 2025년   | 2025년         | 2025년       | 2025년 |
| 회차   | 방송일   | AGB 시청률     | AGB 시청률   |        |
| 회차   | 방송일   | 대한민국(전국) | 서울(수도권) |        |
| ------ | -------- | -------------- | ------------ | ------ |
| 제1회  | 4월 30일 | 1.8%           | -            |        |
| 제2회  | 5월 1일  | 1.8%           | -            |        |
| 제3회  | 5월 7일  | 1.5%           | -            |        |
| 제4회  | 5월 8일  | 1.7%           | -            |        |
| 제5회  | 5월 14일 | 1.1%           | -            |        |
| 제6회  | 5월 15일 | 1.3%           | -            |        |
| 제7회  | 5월 21일 | 1.1%           | -            |        |
| 제8회  | 5월 22일 | 1.2%           | -            |        |
| 제9회  | 5월 28일 | 1.0%           | -            |        |
| 제10회 | 5월 29일 | 1.1%           | -            |        |
| 제11회 | 6월 4일  | 0.7%           | -            |        |
| 제12회 | 6월 5일  | 1.0%           | -            |        |

## 참고 사항
- 정은지는 이번 작품의 설정상 9kg을 증량했고, 이후 촬영을 하며 감량까지 다 해냈다고 한다.